# アルカニンディゲス・イリノイセンシス
アルカニンディゲス・イリノイセンシス（Alkanindiges illinoisensis）はPseudomonadota門ガンマプロテオバクテリア綱シュードモナス目モラクセラ科アルカニンディゲス属の種の一つ。
油田土壌から分離された好気性、カタラーゼ陽性、スクアラン分解性、非胞子形成性、非運動性の真正細菌である。